# Milichius (cràter)

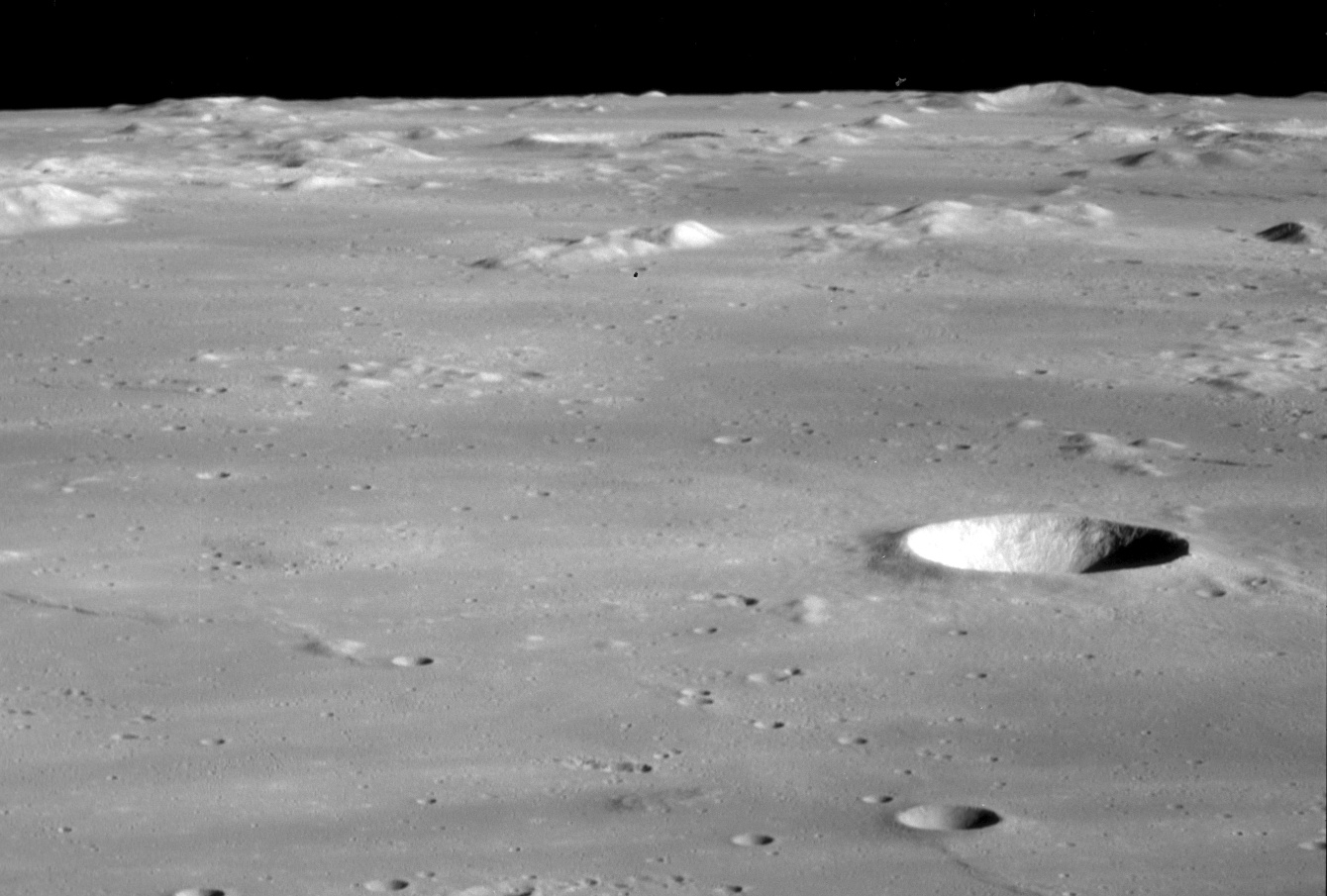
Fotografia de la missió Apollo 12

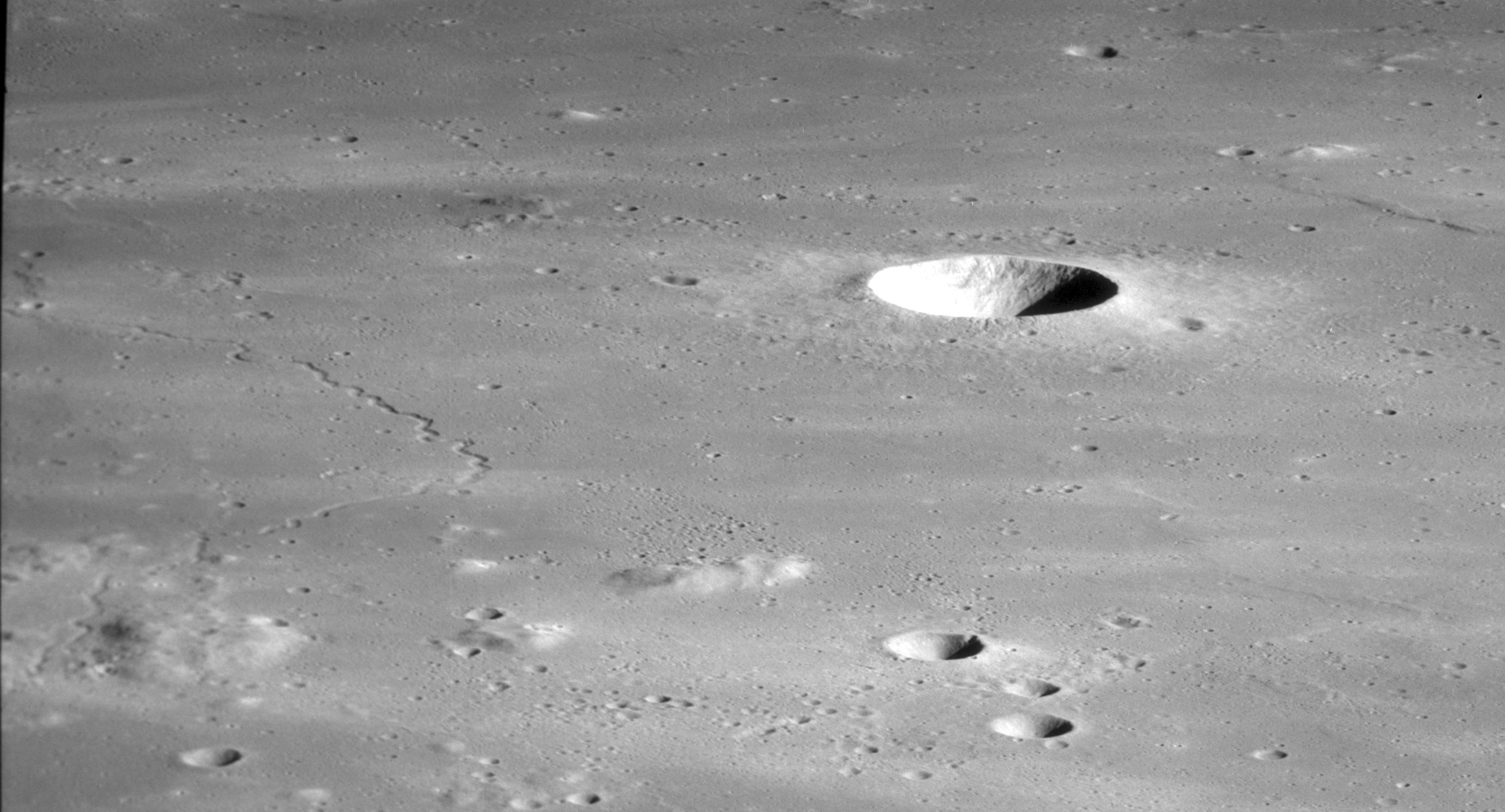
Una altra imatge de la missió Apollo 12, amb el cràter Milichius A a la dreta i la Rima Milichius a l'esquerra

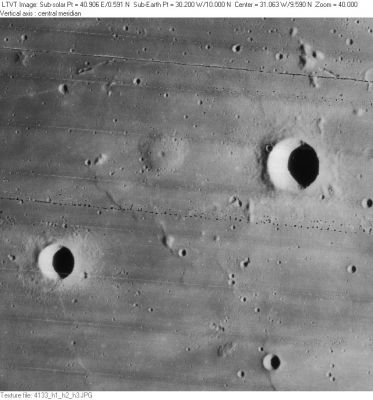
Fotografia de la missió Lunar Orbiter 4

Milichius és un cràter d'impacte lunar en forma de coe que s'hi troba en la part nord de la Mare Insularum. Al sud-est s'hi troba el cràter Hortensius, una formació similar lleugerament més gran. Més lluny, a l'est de Milichius apareix el prominent i ben conegut Copernicus.

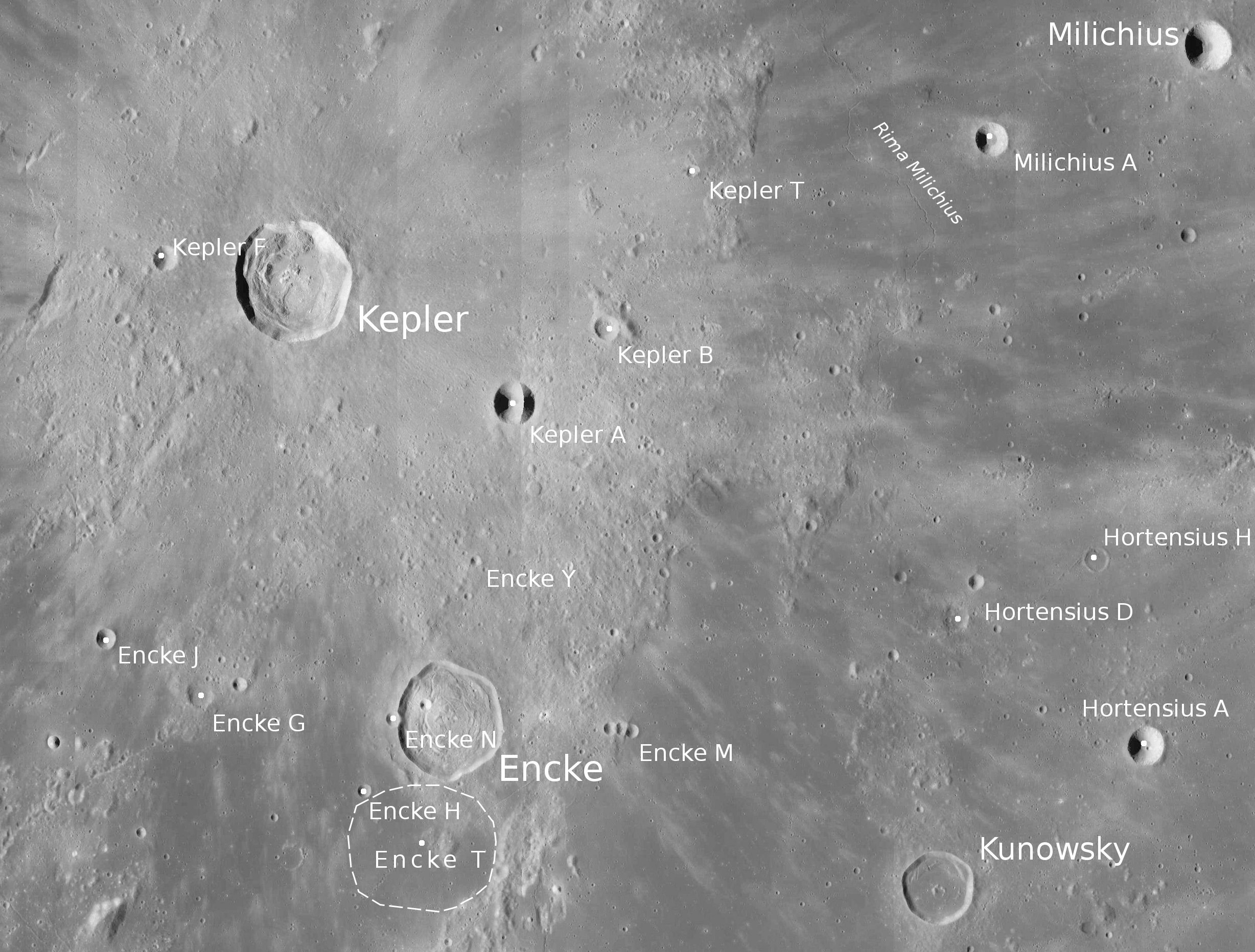
Localització de Milichius (quadrant superior dret de la imatge).

Just a l'oest s'hi troba una característica cúpula lunar, designada Milichius Pi (π), que té un petit cràter al seu cim. L'estreta i sinuosa esquerda denominada Rima Milichius està situat més al sud-oest, i segueix un curs aproximadament nord-sud al llarg d'uns 100 quilòmetres.

## Cràters satèl·lit
Per convenció aquests elements són identificats en els mapes lunars posant la lletra en el costat del punt central del cràter que està més prop de Milichius.
|           | \| Milichius \| Coordenades \| Diàmetre \| \| --------- \| ------------------------------------ \| -------- \| \| A \| 9° 18′ N, 32° 00′ O / 9.3°N,32.0°O \| 9 km \| \| C \| 11° 12′ N, 29° 24′ O / 11.2°N,29.4°O \| 3 km \| \| D \| 8° 00′ N, 28° 12′ O / 8.0°N,28.2°O \| 4 km \| \| E \| 10° 42′ N, 28° 06′ O / 10.7°N,28.1°O \| 3 km \| \| K \| 8° 30′ N, 30° 18′ O / 8.5°N,30.3°O \| 4 km \| |          |
| Milichius | Coordenades | Diàmetre |
| A         | 9° 18′ N, 32° 00′ O / 9.3°N,32.0°O | 9 km     |
| C         | 11° 12′ N, 29° 24′ O / 11.2°N,29.4°O | 3 km     |
| D         | 8° 00′ N, 28° 12′ O / 8.0°N,28.2°O | 4 km     |
| E         | 10° 42′ N, 28° 06′ O / 10.7°N,28.1°O | 3 km     |
| K         | 8° 30′ N, 30° 18′ O / 8.5°N,30.3°O | 4 km     |

### Altres referències
- (WGPSN), IAU Working Group for Planetary System Nomenclature. «Gazetteer of Planetary Nomenclature. 1:1 Million-Scale Maps of the Moon» (en anglès).  UAI / USGS, 13-02-2013. [Consulta: 6 abril 2016].
- Andersson, L. E.; Whitaker, E. A.,. NASA Catalogue of Lunar Nomenclature (en anglès).  NASA RP-1097, 1982.
- Blue, Jennifer. «Gazetteer of Planetary Nomenclature» (en anglès).  USGS, 25-07-2007. [Consulta: 2 gener 2012].
- Bussey, B.; Spudis, P.. The Clementine Atlas of the Moon (en anglès).  Nueva York: Cambridge University Press, 2004. ISBN 0-521-81528-2.
- Cocks, Elijah E.; Cocks, Josiah C.. Who's Who on the Moon: A Biographical Dictionary of Lunar Nomenclature (en anglès).  Tudor Publishers, 1995. ISBN 0-936389-27-3.
- McDowell, Jonathan. «Lunar Nomenclature» (en anglès).   Jonathan's Space Report, 15-07-2007. [Consulta: 2 gener 2012].
- Menzel, D. H.; Minnaert, M.; Levin, B.; Dollfus, A.; Bell, B. «Report on Lunar Nomenclature by The Working Group of Commission 17 of the IAU» (en anglès). Space Science Reviews, 12, 1971, pàg. 136.
- Moore, Patrick. On the Moon (en anglès).  Sterling Publishing Co, 2001. ISBN 0-304-35469-4.
- Price, Fred W. The Moon Observer's Handbook (en anglès).  Cambridge University Press, 1988. ISBN 0521335000.
- Rükl, Antonín. Atlas of the Moon (en anglès).  Kalmbach Books, 1990. ISBN 0-913135-17-8.
- Webb, Rev. T. W.. Celestial Objects for Common Telescopes, 6ª edición revisada (en anglès).  Dover, 1962. ISBN 0-486-20917-2.
- Whitaker, Ewen A. Mapping and Naming the Moon (en anglès).  Cambridge University Press, 2003. 978-0-521-54414-6.
- Wlasuk, Peter T. Observing the Moon (en anglès).  Springer, 2000. ISBN 1-85233-193-3.